# Trichoniscus australis
Trichoniscus australis is een pissebed uit de familie Trichoniscidae. De wetenschappelijke naam van de soort is voor het eerst geldig gepubliceerd in 1890 door Adrien Dollfus.